# Marcel Chyrzyński
Marcel Chyrzyński (* 26. November 1971 in Częstochowa) ist ein polnischer Komponist und Musiker.
Chyrzyński studierte an der Musikakademie Krakau Komposition bei Marek Stachowski (Abschluss mit Auszeichnung 1995), Instrumentation bei Krzysztof Penderecki und elektronische Musik bei Marek Chołoniewski. Als Fulbright-Stipendiat setzte er seine Ausbildung bei Richard Boulanger, Cindy McTee und Rodney Oaks fort. Ab 1994 war er Dozent an der Musikakademie Krakau. Nach seiner Habilitation wurde er 2010 Professor an der Fakultät für Komposition, Interpretation und Musikerziehung an der Akademie, seit 2014 ist er Direktor des Instituts für Komposition, Dirigieren und Musiktheorie.
Für seine Kompositionen erhielt Chyrzyński Erste Preise beim Andrzej-Krzanowski-Wettbewerb für junge Komponisten 1988 und 1990, beim Adam-Didur-Kompositionswettbewerb 1994 und beim Tadeusz-Baird-Festival für junge Komponisten 1997 sowie zwei dritte Preise bei den Wettbewerben für Sakralmusikkomposition 1996 und 1997. Er nahm u. a. an der Internationalen Akademie für Neue Komposition in Schwaz (1994), den XV Summer Composition Courses in Białystok (1995), der 3. Internationalen Werkstatt für Neue Musik und Computer in Stuttgart (1995), den 4. Contemporary Music Workshops in  Krakau  und Stuttgart (1996) und den Summer Composition Courses in Radziejowice (1996, 1997) teil, wo er seine musikalische Ausbildung bei Meistern wie Paul Paterson, Sylvano Bussotti, Claude Lefebvre, Jōji Yuasa, Bogusław Schaeffer, Lidia Zielińska und Hanna Kulenty vervollkommnete.
Chyrzyński komponierte Orchesterwerke und Kammermusik, Chorwerke, elektroakustische und elektronische Musik, zudem auch Schauspielmusiken (u. a. zu  Słowa Boże (Divinas Palabras) von Ramón del Valle-Inclán, Pan Paweł (Herr Paul) von Tankred Dorst, Zabawa (Die Party) von Sławomir Mrożek, Phaedra's Love von Sarah Kane, Legoland von Dirk Dobbrow, Tatuaż (Tätowierung) von Dea Loher, Wścieklizna Show (Hasenshow) und Pokolenie porno (Generation Porno) von Paweł Jurek und Testosterone von Andrzej Saramonowicz). Seine Werke werden weltweit in Konzerten und bei Festivals aufgeführt. Seit 1995 ist er Mitglied des polnischen Komponistenverbandes, seit 2005 der polnischen Gesellschaft für elektroakustische Musik.

## Werke
- Miniatura für Klarinette, 1988
- Trzy Preludia für Klarinette und Klavier, 1990
- For you für Vibraphon, 1991
- Haiku für Stimme, Klarinette und Computer, 1991
- Extended Perception of Echo for Strings, 1992
- Pamiętam... für Sopran und Streichquartett (Text: Jan Kasprowicz), 1992
- La Musique d’adieu pour orchestre à cordes, 1993
- Trzy dialogi für Oboe und Fagott, 1993/94
- Coś tam underground für Trompete, Bratsche, Kontrabass, Perkussion und Computer, 1994
- Quasi Kwazi für Klarinette, 1994
- Cztery liryki miłosne für Bariton und Klavier (Texte: Kazimierz Przerwa-Tetmajer, Bolesław Leśmian), 1994
- Nju MoDeL für Klarinette und Computer, 1994
- Piece for String Orchestra, 1994/95
- Piece for Orchestra, 1994/95
- Überraschung Cfaj für Klarinette, zwei Synthesizer und Computer, 1995/96
- In C für Klarinette, Bratsche oder Cello und Klavier, 1996
- Psalm 88 für achtstimmigen gemischten Chor, 1996
- Per diem clamavi in nocte coram te für achtstimmigen gemischten Chor, 1996/97
- ...similes esse bestiis für achtstimmigen gemischten Chor, 1997
- Ferragosto per tromba, pianoforte e batteria, 1997
- Quasi Kwazi II für Klarinette, 1997
- Quasi Kwazi III für Klarinette, 1998
- Tribute To Miles für Trompete und Perkussion, 1999
- Concerto 2000 für Klarinette und Orchester, 1999/2000
- Chamber Concerto 2000 für Klarinette und Streichorchester, 1999/2000
- ForMS... für Cello, 2001
- EXCH-33 für elektronisches Blasinstrument und Tonband, 2002
- Reflection No. 1 für Streichquartett, 2003
- Reflection No. 2 für Cembalo, 2005
- Strade di Venezia für Flöte, Klarinette und Fagott, 2005/06
- Trans-At-LAN-Tic für Sinfonieorchester und Tonband, 2006
- Mahamudra für elektronische Klänge, 2006
- Beeldenfür verstärkte Blockflöte, Cembalo und Tonband, 2006
- Dry Pieces für Holzbläserquintett, 2007/08
- Meditation No. 1 für Altsaxophon und Orchester, 2010/11
- Fuyu no sakura, Lied im alten Stil für Mezzosopran und Shamisen oder Cello (Text: Shinkawa Kazue), 2011
- Ukiyo-e für Streichorchester, 2012
- Reflection No. 3 für zwei Klaviere, 2013
- Farewell für Cello und Klavier, 2013
- Dance of Death für Klarinette und Klavier, 2013
- Psalm 23 (Dominus regit me) für achtstimmigen gemischten Chor, 2013
- Betelgeuse für Violine, Cello und Klavier, 2014
- Malchera für Harfe und Orchester, 2014
- War Game, Konzert für Altsaxophon und großes Kammerensemble, 2014/15
- Ukiyo-e No. 2, Konzert für Flöte und Orchester, 2015
- Ukiyo-e No. 3, Konzert für Cello und Orchester, 2016
- Haiku No. 2 für Klarinette und Klavier, 2016
- Reflection No. 4 für Flöte, Klarinette, Cello, Perkussion und Klavier, 2016
- Donghwasa für Violine, Sanjo Gayageum und Klavier, 2017
- Death in Venice für Klarinette, Cello und Klavier, 2017
- Follow the White Rabbit für zwei Flöten, 2017

## Weblink
- Homepage von Marcel Chyrzyński